# جاينت كيلينغ
جاينت كيلينغ (بالإنجليزية: Giant Killing)‏
هي سلسلة مانغا يابانية من تأليف ماسايا تسوناموتو رسم تسوجيتومو، نشرت من قبل كودانشا في مجلة مورنينغ الأسبوعية منذ 11 يناير عام 2007. أنتجت إلى مسلسل أنمي تلفزيوني من قبل ستوديو دين، عرض الأنمي في 4 أبريل عام 2010 واستمر عرضه حتى 26 سبتمبر عام 2010، وتكون من 26 حلقة.

## القصة
تدور أحداث القصة عن نادي كرة قدم في اسمه "إيست طوكيو يونايتد" (إي تي يو) الذي يعاني في الدوري الياباني لكرة القدم منذ عدة سنوات. لكنهم بذلوا كل ما في وسعهم لتجنب الهبوط. ومما زاد الطين بلة أن الجماهير بدأت تتخلى عن النادي. في محاولة لتحسين أدائهم، عين نادي (إي تي يو) مدربًا جديدًا، وهو تاتسومي تاكيشي هو غريب الأطوار قليلاً، وكان لاعب كرة قدم ماهر عندما كان أصغر سنا، ثم تخلى عن النادي قبل سنوات، لكنه أثبت نفسه كمدير لأحد نوادي الهواة في إنجلترا.

## الشخصيات
تاكيشي تاتسومي (باليابانية: 達海 猛، بالروماجي: Tatsumi Takeshi)
أداء صوتي: توموكازو سيكي
شيغيوكي موراكوشي (باليابانية: 村越 茂幸، بالروماجي: Murakoshi Shigeyuki)
أداء صوتي: ريوتارو أوكيايو
داسكي تسوباكي (باليابانية: 椿 大介، بالروماجي: Tsubaki Daisuke)
أداء صوتي: تاكاهيرو ميزوشيما
لويجي يوشيدا (باليابانية: ルイジ 吉田، بالروماجي: Yoshida Luigi)
أداء صوتي: دايسكي أونو
كازوكي كورودا (باليابانية: 黒田 一樹، بالروماجي: Kuroda Kazuki)
أداء صوتي: كينتارو إيتو
يوساكو سوغي (باليابانية: 杉江 勇作، بالروماجي: Sugie Yusaku)
أداء صوتي: داسكي كيري
هيروشي ميدوريكاوا (باليابانية: 緑川 宏، بالروماجي: Midorikawa Hiroshi)
يوري ناغاتا (باليابانية: 永田有里، بالروماجي: Nagata Yuri)
أداء صوتي: ماسومي أسانو

## وصلات خارجية
- جاينت كيلينغ على موقع مورنينغ الأسبوعية باللغة اليابانية
- جاينت كيلينغ على موقع NHK باللغة اليابانية
- جاينت كيلينغ على موقع ANN manga (الإنجليزية)